# Eugenienberg
Eugenienberg ist ein Ortsteil der Gemeinde Siedenbrünzow im Landkreis Mecklenburgische Seenplatte in Mecklenburg-Vorpommern. Der Ort liegt etwa einen Kilometer westlich von Siedenbrünzow.

## Lage
Die Tollense nähert sich im Südosten bis auf circa 250 Meter Abstand dem Ort an. Sie kann in südlicher Richtung bei Sanzkow auf einer Brücke überquert werden.

## Geschichte
Der Ort wurde im Rahmen des Landesausbaus in Preußen zwischen 1748 und 1752 als Kolonie mit acht Siedlerfamilien aus Mecklenburg und Schwedisch-Pommern im Stadtwald von Demmin angelegt. Zu Ehren des Prinzen Eugen von Anhalt-Dessau ließ Friedrich II. die Siedlung 1751 Eugenienberg nennen. 1862 hatte der Ort 118 Einwohner.

## Verkehr
Durch Eugenienberg führt die Bundesstraße 110.
Von 1897 bis 1945 bestand in Eugenienberg ein Haltepunkt der Demminer Bahnen, deren Strecke südlich des Ortes verlief und 1945 abgebaut wurde. Eine inzwischen ebenfalls abgebaute Normalspurstrecke zwischen Demmin und dem Flugplatz Tutow verlief parallel dazu und wurde zwischen 1937 und 1995 befahren.